# Leidyula moreleti
Leidyula moreleti är en snäckart som först beskrevs av Joseph Charles Hippolyte Crosse och P. Fischer 1872.  Leidyula moreleti ingår i släktet Leidyula och familjen Veronicellidae. Inga underarter finns listade i Catalogue of Life.